# Добромир Славчев
Добромир Славчев Делидобрев, известен като Добромир Славчев, е български бизнесмен, общественик, спомоществовател, продуцент, писател и инструктор по парашутизъм.
Автор на книгите „Инфлация на чувствата“, „Храна за върколаци“, „Луди разкази“ и „Да обичаш Вили Казасян“. Основател на Център за популяризиране на българското изкуство.
Живее във Варна и София, има собствен бизнес в областта на финансите и недвижимата собственост. От няколко години пребивава в Швейцария. Собственик на инвестиционна компания.

## Биография
Роден е на 13 октомври 1973 г. Като ученик тренира бокс, привлечен е от творчеството на Владимир Висоцки и за кратко е в състава на детско-юношеската школа по литература „Прибой“ във Варна, оглавявана от поетесата Венета Мандева (1946 – 2001).  Занимава се с безмоторно летене и лекомоторна авиация. Увлича се по парашутизъм, като става професионален инструктор и въздушен видеооператор.
Като войник отбива редовната си военна служба в Парашутния полк в Пловдив, (68 бригада „Специални сили“ – сили за Съвместно командване на специалните операции – КССО) и Парашутно-разузнавателно поделение – Мусачево, София.
Взема участие като доброволец в Първия и Втория български умиротворителен батальон „Сини каски“ в Камбоджа (1992 – 1993) операция на ООН по поддържане на мира в Камбоджа в състава на (UNTAC).
Световен и европейски рекордьор по парашутизъм през 2017 – 2019 г. в клас – големи парашутни формации. Носител е на званието майстор на спорта по парашутизъм. Завършва Софийския университет „Св. Климент Охридски“.
Основава Център за популяризиране на българското изкуство, с който осъществява обществена дейност и подпомага организации, личности и млади таланти в областта на спорта и изкуството.
Продуцира културни прояви и събития в страната и в чужбина. 
Сред известните личности, участвали в проектите му, са Бригита Чолакова, Асен Кисимов, Петър Слабаков, Наум Шопов, Вили Казасян, Милчо Левиев, Джоко Росич, Вели Чаушев, Васил Михайлов, Лили Иванова, Филип Киркоров, Калуди Калудов, Румен Тосков, Йълдъз Ибрахимова, Теодосий Спасов, Васил Петров, Мая Новоселска, Стоян Янкулов, Христо Йоцов, Хилда Казасян, Калоян Махлянов и други.
В периода от 1998 – 2008 г. продуцира Биг бенда на Вили Казасян.
Участва в широкообхватния и иновативен дългосрочен проект в областта на културата и изкуството „Сцена Академия“, чиято цел е да развива стойностни образци и модели в музикалното, танцовото, изобразителното и други видове изкуства.
През 2010 – 2012 г. инициира създаването на незавършения игрален филм „Кървава клетва“ за живота и делото на Стефан Караджа с режисьор Станислав Дончев.

## Борба с рака
В началото на 2012 г. е диагностициран с онкохематологично заболяване и се подлага на тежко лечение, последвано от костно-мозъчна трансплантация. Неколкократно през годините болестта се завръща. Претърпява редица операции. Периодично влиза и излиза в ремисия, като продължава да се лекува. 

## Творчество и награди
Още докато е ученик, негово стихотворение печели първа награда в международен поетичен конкурс в Токио, Япония. Носител е и на редица национални литературни награди, сред които „Чудомир“ (2010), първа награда на Национален конкурс за поезия Добромир Тонев, Национална литературна награда за хумор и сатира „Райко Алексиев“(2020) и др. Има творби, включени във второто съавторско издание на литературната школа „Прибой“ – „Шепа морски вятър“ (1992), както и публикации в най-старото българско списание „Читалище“ и списанията „Криле“ и „Морски свят“. 
Негови стихове са издадени в антология с българска поезия, излязла в САЩ – „Глина и звезда – съвременни български поети“ (1992), където той е най-младият творец, сред компанията на следвоенните български поети и писатели, като Борис Христов. Антологията е подготвена за печат от българския поет и преводач Георги Белев, заедно с Лиза Сапинкопф. 
През 2013 г. е издаден първият му самостоятелен сборник с любовна лирика „Инфлация на чувствата“. През същата година е отпечатан следващият от поредицата „Храна за върколаци“.  По повод на този дебют Валери Петров пише рецензия за неговото творчество.
По стихотворение от първия му сборник е текстът на песента „Луди пеперуди“ в изпълнение на Хилда Казасян и музика на Христо Йоцов.
Редактор и на двете поетични книги е поетът Димитър Милов.
През 2014 г. излиза сборникът с разкази „Луди разкази“, който е най-продаваната му творба.
В края на 2019 г. издава „Да обичаш Вили Казасян“ – първата биографична книга за живота и творчеството на маестро Казасян.

## Произведения

### Художествено творчество
- Корица на „Луди разкази“, 2014
- Корица на „Храна за върколаци“, 2013
- Корица на „Инфлация на чувствата“, 2013
- Корица на „Да обичаш Вили Казасян“, 2019

- „Инфлация на чувствата“ (поредица с любовна лирика), изд. „Сиела“, 2013, 144 с., ISBN 978-954-28-1279-1 [42]
- „Храна за върколаци“ (поредица с любовна лирика), изд. „Сиела“, 2013, 208 с., ISBN 978-954-28-1333-0 [43][44]
- „Луди разкази“ (сборник с разкази), изд. „Сиела“, 2014, 332 с., ISBN 978-954-28-1611-9 [39][45]
- „Да обичаш Вили Казасян“ (биографична проза), изд. „Сиела“, 2019, 554 с., ISBN 978-954-28-2172-4 [46]
- „(О)да на Любовта“ (поредица с любовна лирика)
- „Дупка в морето“ (сборник с разкази)
- „Луд по рождение“ (сборник със стихове)
- „Хайка за илюзии“ (поредица с любовна лирика)
- „Лампа за пеперуди“ (сборник с разкази)
- „Пречупване на светлината“ (роман)
- „Кървава клетва“ (роман)
- „Безименни неща“ (роман)

### Учебни помагала
- Добромир Славчев инструктор по парашутизъм
- Добромир Славчев skydiving
- Добромир Славчев – парашутизъм
- Добромир Славчев freefly
- Добромир Славчев freefly Skydive Dubai
- Добромир Славчев професионален инструктор по парашутизъм и въздушен видеооператор
- Добромир Славчев професионален инструктор по парашутизъм и въздушен видеооператор
- Добромир Славчев Skydive Dubai

- „Изпитай небето“ (учебник по парашутизъм)
- „Лети свободно“ (учебник по парашутизъм)